# オチャムチレ地区
オチャムチレ地区（グルジア語: ოჩამჩირის მუნიციპალიტეტი、グルジア語ラテン翻字: Ochamchiris Munitsipaliteti）は、ジョージアのアブハジア自治共和国にある地区。行政中心地はオチャムチレ。スフミとズグディディのほぼ中間地点の黒海沿岸に位置し、スフミからは南東に58キロメートル、ズグディディからは北西に51キロメートルにある。アブハジア自治共和国のグルリプシ地区とガリ地区、およびサメグレロ＝ゼモ・スヴァネティ州のツァレンジハ地区と隣接している。

## 歴史
オチャムチレ地区はアブハジアSSR時代、1930年8月28日まで「コドリ・マズラ」として区割りされ、1930年から1931年までは「コドリ地区」であった。1931年12月17日、コドリ地区は「オチャムチレ地区」に改名された。

## 民族
オチャムチレ地区は、主にアブハズ語の南部方言のうち、アブジュワ方言を話す人々によって形成され、密集した集落が散在している。地区内の村は大多数がアブハズ人によって構成されているが、アルメニア人の村が3か所、メグレル人の村が3か所ある。

## 人口
人口は主に、コドリ山脈南方の低地・丘陵地帯に集中している。1992年から1993年のアブハジア戦争以前、この地区のアブハズ人とカルトヴェリ人の人口はほぼ同じであった。戦争でアブハジアが勝利すると「アブハジア共和国」がこの地区を占領し実効支配した。その後、ジョージア政府はオチャムチレ地区の人口調査を実施していない。
| 年     | 人口     | 出典  |
| ------ | -------- | ----- |
| 1959年 | 61,901人 | [ 1 ] |
| 1970年 | 70,252人 | [ 1 ] |
| 1979年 | 70,690人 | [ 1 ] |
| 1989年 | 75,808人 | [ 1 ] |
| 1991年 | 76,700人 | [ 1 ] |
| 2002年 | 調査なし | [ 2 ] |
| 2014年 | 調査なし | [ 3 ] |